# M (chiffre romain)
Cette page contient des caractères spéciaux ou non latins. S’ils s’affichent mal (▯, ?, etc.), consultez la page d’aide Unicode.
Pour les articles homonymes, voir M.
Ⅿ (Unicode U+216F) (bas-de-casse ⅿ - U+217F) est le nombre 1000 dans la numération romaine. Il est souvent représenté par la lettre M. Il était anciennement écrit avec le chiffre romain ↀ (Unicode U+2180) ou Φ, et ensuite ⅭⅠↃ, ⅽⅠↄ ou avec d’autres variantes dans plusieurs publications des XVe et XVIe siècles.

## ↀ
La forme ↀ est déjà utilisée au IIIe siècle av. J.-C. et ses variantes sont utilisées jusqu’au Moyen Âge lorsqu’elle est graduellement remplacée par la lettre M donnant le symbole M. Elle peut ressembler à une ligature CD ou au symbole de l’infini ∞ (qui en est inspiré). Le chiffre romain cinq cents D en est un symbole dérivé (sa moitié droite),. Elle est aussi utilisée dans certains textes des XVe et XVIe siècles pour représenter le nombre 1 000, mais est parfois composée avec les symboles CIↃ (ou avec minuscules : ⅽⅠↄ), CLↃ, CXↃ ou CↃ, où le dernier est un C retourné, par l'imprimeur manquant des bons caractères. Le chiffre romain dix mille ↂ est aussi un symbole dérivé avec l’ajout d'un cercle concentrique, et sa moitié a donné le chiffre romain cinq mille ↁ.

### Galerie

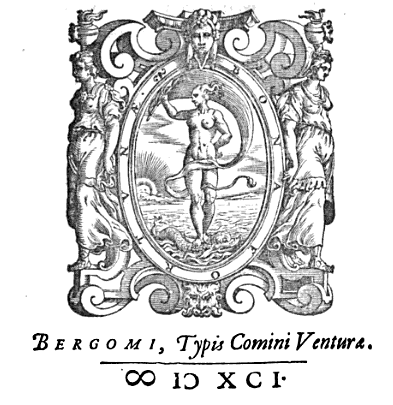
Exemple de ↀ, qui a inspiré le symbole de l’infini ‹ ∞ ›, dans une publication de 1591.
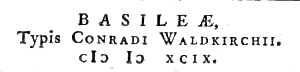
Exemple de ↀ composé à l’aide des symboles ‹ clↄ ›, dans une publication de 1599.
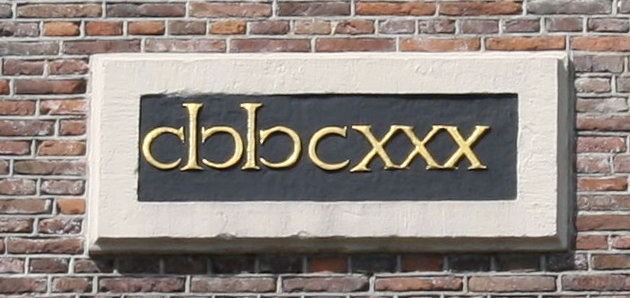
Exemple de ↀ composé à l’aide des symboles ‹ clↄ › sur l'église Westerkerk construite en 1630 à Amsterdam.
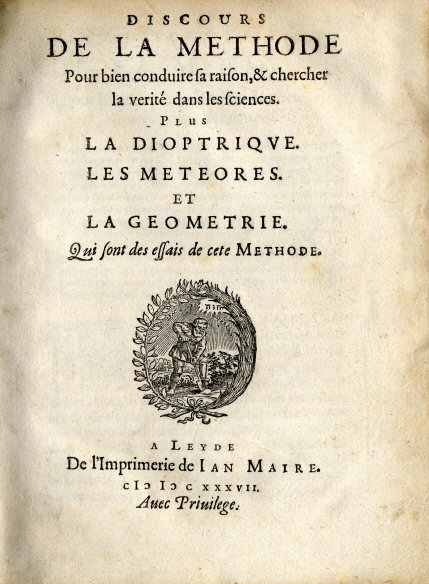
Exemple de ↀ composé à l’aide des symboles ‹ ⅽⅠↄ › dans le Discours de la méthode de Descartes publié en 1637.
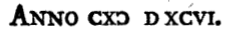
Exemple de ↀ composé à l’aide de ‹ CXↃ › dans le nombre 1596, dans une publication de 1715.
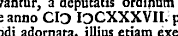
Exemple de ↀ composé à l’aide de ‹ CIↃ › dans le nombre 1637, dans une publication de 1722.
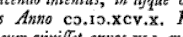
Exemple de ↀ composé à l’aide de ‹ CↃ › dans une publication de 1745.